# Ribes menziesii
Ribes menziesii är en ripsväxtart som beskrevs av Frederick Traugott Pursh. Ribes menziesii ingår i släktet ripsar, och familjen ripsväxter.

## Underarter
Arten delas in i följande underarter:
- R. m. hystrix
- R. m. ixoderme
- R. m. leptosmum
- R. m. senile

## Bildgalleri

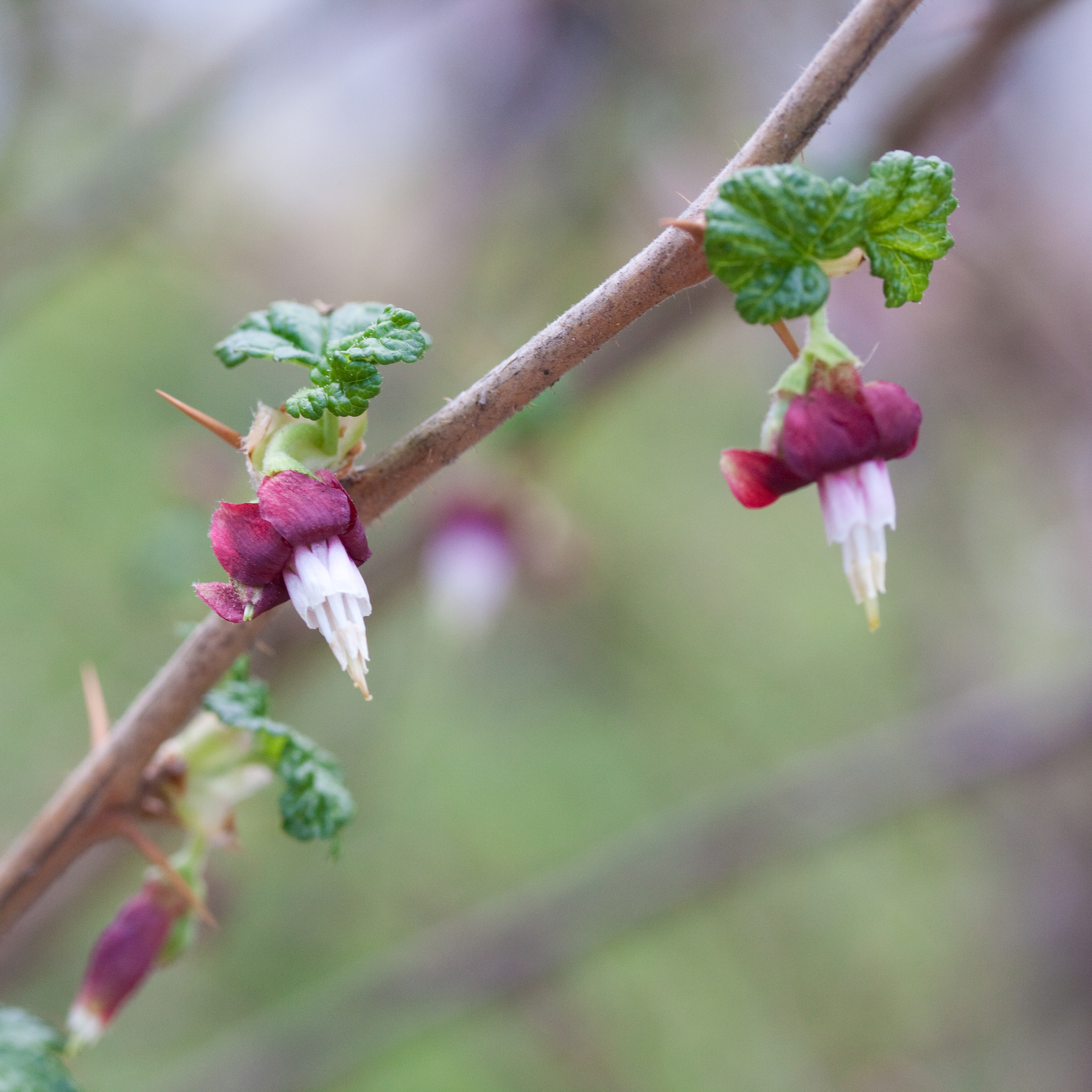
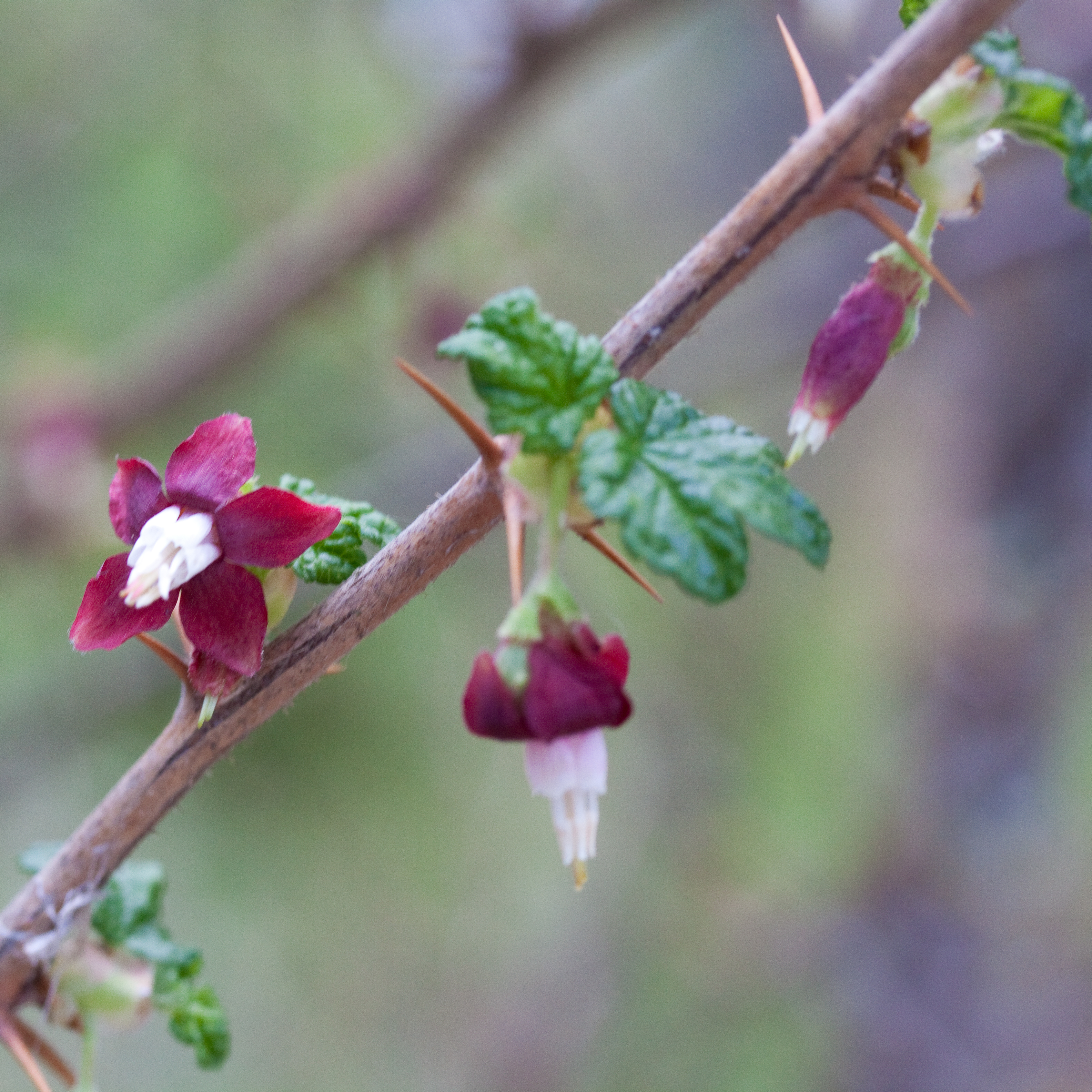